# Wijśkowe
Wijśkowe (ukr. Військове) – wieś na Ukrainie, w obwodzie dniepropetrowskim, w rejonie dnieprzańskim, w hromadzie Sołone. W 2001 liczyła 949 mieszkańców, spośród których 849 wskazało jako ojczysty język ukraiński, 98 rosyjski, a 2 białoruski.